# Ашиша

Ашиша на карте штата.

Ашиша (порт. Axixá) — муниципалитет в Бразилии, входит в штат Мараньян. Составная часть мезорегиона Север штата Мараньян. Входит в экономико-статистический микрорегион Розариу. Население составляет 11 407 человек на 2010 год. Занимает площадь 203,153 км². Плотность населения — 56,15 чел./км².

## Демография
Согласно сведениям, собранным в ходе переписи 2010 г. Национальным институтом географии и статистики (IBGE), население муниципалитета составляет:
| Полное население                               | Полное население                               | Полное население                               | Полное население                               | 11 407 |
| ---------------------------------------------- | ---------------------------------------------- | ---------------------------------------------- | ---------------------------------------------- | ------ |
| в том числе:                                   | Городское население                            | 4703                                           | Процент городского населения, %                | 41,23  |
|                                                | Сельское население                             | 6704                                           | Процент сельского населения, %                 | 58,77  |
|                                                | Мужское население                              | 5822                                           | Процент мужского населения, %                  | 51,04  |
|                                                | Женское население                              | 5585                                           | Процент женского населения, %                  | 48,96  |
| Плотность населения, чел/км²                   | Плотность населения, чел/км²                   | Плотность населения, чел/км²                   | Плотность населения, чел/км²                   | 56,15  |
| Население муниципалитета в % к населению штата | Население муниципалитета в % к населению штата | Население муниципалитета в % к населению штата | Население муниципалитета в % к населению штата | 0,17   |

По данным оценки 2016 года, население муниципалитета составляет 11 850 жителей.

## История
Город основан 26 сентября 1917 года. 

## Статистика
- Валовой внутренний продукт на 2003 год составляет 9 120 717,00 реалов (данные: Бразильский институт географии и статистики).
- Валовой внутренний продукт на душу населения на 2003 год составляет 872,30 реала (данные: Бразильский институт географии и статистики).
- Индекс развития человеческого потенциала на 2000 год составляет 0,619 (данные: Программа развития ООН).